# آمیدین
آمیدین‌ها یک رده از مشتقات اکسی‌اسید است.
اکسی‌اسیدی که از آن آمیدین مشتق می‌شود باید قالب کلی RnE(=O)OH را داشته باشد که در آن R یک استخلاف است. گروه OH نیز با یک گروه NH2؛ و گروه =O با یک گروه NR جایگزین می‌شود از این رو ساختار کلی آمیدین به شکل RnE(=NR)NR2 می‌شود.

## کربوکس آمیدین

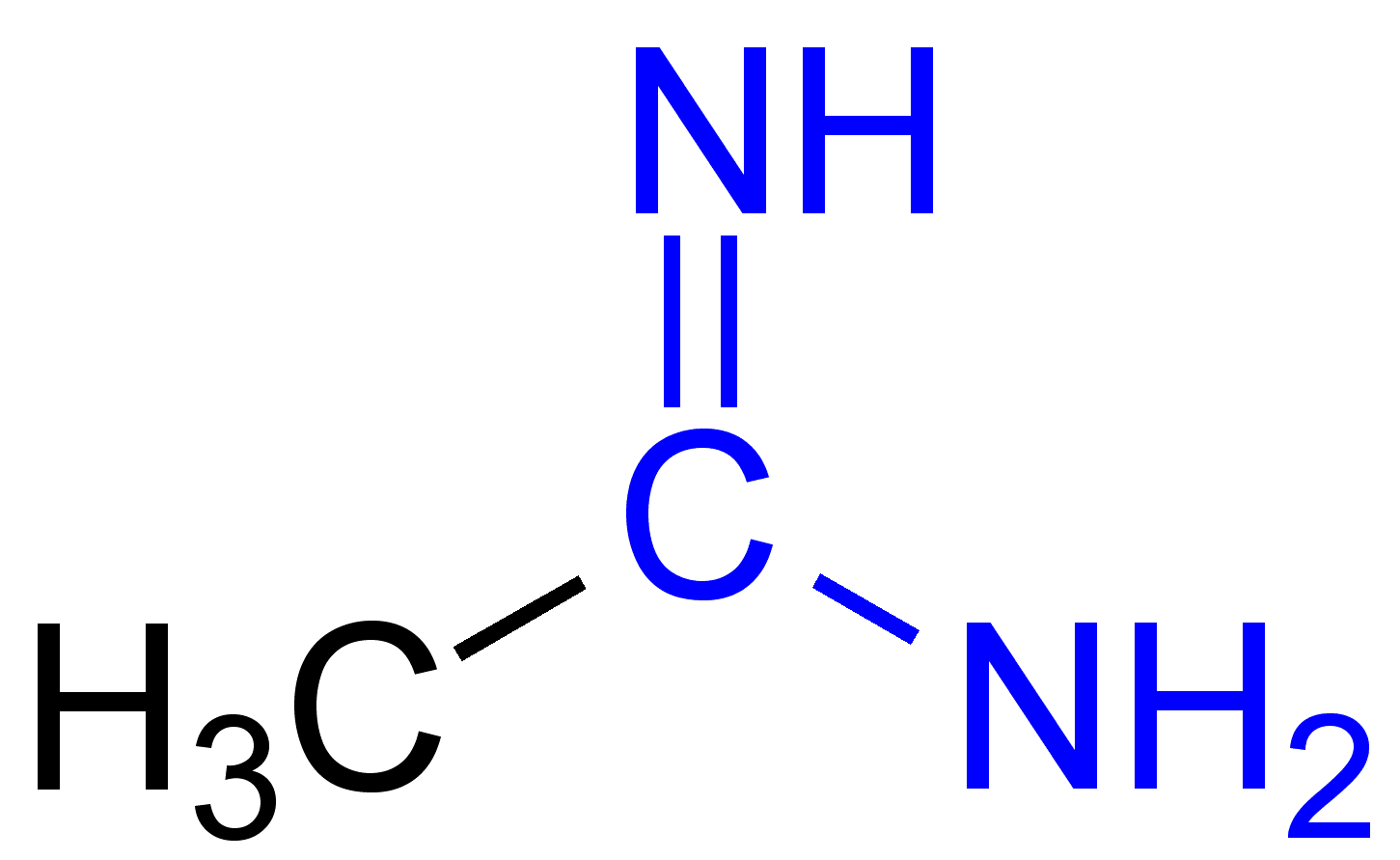
فرمول اسکلتی یک استامیدین (استیمیدامید)

اگر اکسی‌اسید مادر یک کربوکسیلیک اسید باشد، آمیدین حاصل یک کربوکسامیدین یا کربوکسیمیدامین (نامگذاری آیوپاک) خواهد بود و ساختار کلی آن چنین است:
نمونه‌هایی از آمیدین عبارتند از:
- دی‌بی‌یو
- پنتامیدین
- بنزآمیدین